# Klaviersonaten Nr. 19 und Nr. 20 (Beethoven)
Ludwig van Beethovens Klaviersonaten op. 49 entstanden zwischen 1795 und 1798, vor der Pathétique, also der Sonate mit der Nummer 8. Ihre hohe Opus-Zahl erklärt sich aus der späten Veröffentlichung.
Beide Sonaten haben nur zwei Sätze. Die erste steht in der Tonart G-Moll, die zweite in G-Dur. Wie sonst nur die drei op. 31-Sonaten und die späte As-Dur-Sonate tragen beide keine Widmung. Von Beethoven als Leichte Sonaten betitelt und von guten Dilettanten zu bewältigen, sind sie schöne, unbeschwerte Musik.
op. 49 Nr. 1
1. Satz: Andante, 2/4
2. Satz: Rondo, Allegro, 6/8
op. 49 Nr. 2
1. Satz: Allegro, ma non troppo, Allabreve
2. Satz: Tempo di Minuetto, 3/4